# Seznam švedskih dirkačev
Seznam švedskih dirkačev.

## A
- Conny Andersson

## B
- Joakim Bonnier
- Slim Borgudd

## J
- Stefan Johansson

## N
- Gunnar Nilsson

## P
- Torsten Palm
- Ronnie Peterson

## R
- Bertil Roos

## W
- Reine Wisell